# Ворт Тауншип (округ Мерсер, Пенсільванія)
Ворт Тауншип (англ. Worth Township) — селище (англ. township) в США, в окрузі Мерсер штату Пенсільванія. Населення — 827 осіб (2020).

## Демографія
Згідно з переписом 2010 року, у селищі мешкало 899 осіб у 357 домогосподарствах у складі 274 родин. Було 410 помешкань
Расовий склад населення:
| - 98,6 % — білих - 0,7 % — чорних або афроамериканців - 0,1 % — азіатів |

До двох чи більше рас належало 0,6 %. Частка іспаномовних становила 0,3 % від усіх жителів.
За віковим діапазоном населення розподілялося таким чином: 20,7 % — особи молодші 18 років, 62,6 % — особи у віці 18—64 років, 16,7 % — особи у віці 65 років та старші. Медіана віку мешканця становила 45,0 року. На 100 осіб жіночої статі у селищі припадало 95,9 чоловіків;  на 100 жінок у віці від 18 років та старших — 98,1 чоловіків також старших 18 років.
Середній дохід на одне домашнє господарство  становив 62 401 долар США (медіана — 55 298), а середній дохід на одну сім'ю — 67 646 доларів (медіана — 60 227). Медіана доходів становила 41 591 долар для чоловіків та 32 159 доларів для жінок. За межею бідності перебувало 15,6 % осіб, у тому числі 27,2 % дітей у віці до 18 років та 7,0 % осіб у віці 65 років та старших.
Цивільне працевлаштоване населення становило 399 осіб. Основні галузі зайнятості: освіта, охорона здоров'я та соціальна допомога — 28,6 %, роздрібна торгівля — 14,0 %, виробництво — 11,3 %, будівництво — 9,3 %.